# Canchis (província)
Canchis é uma província do Peru localizada na região de Cusco. Sua capital é a cidade de Sicuani.

## Distritos da província
- Checacupe
- Combapata
- Marangani
- Pitumarca
- San Pablo
- San Pedro
- Sicuani
- Tinta